# CSS Columbia

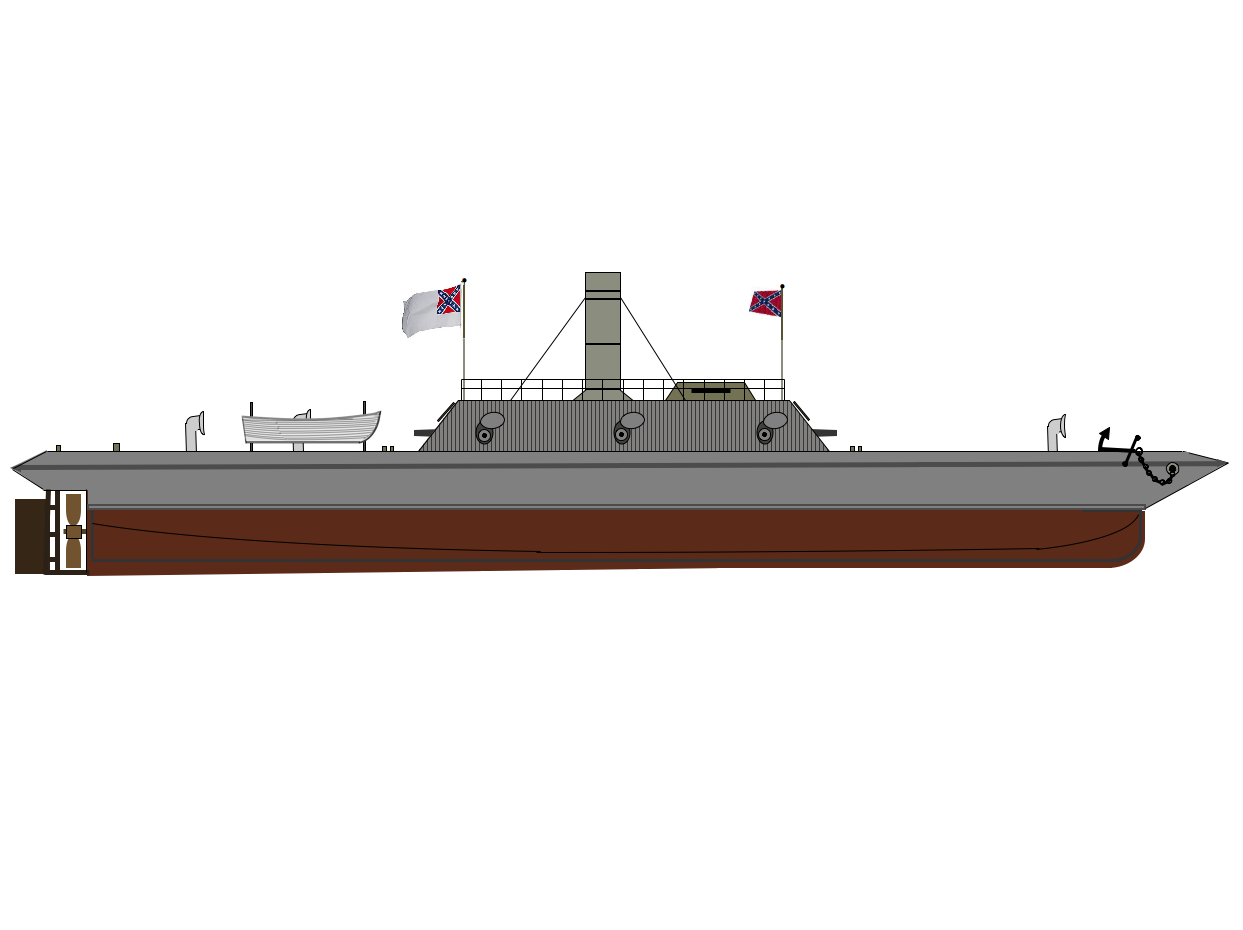
Сучасна реконструкція броненосця "Колумбія"

CSS Columbia — броньований паровий таран у ВМС Конфедеративних Штатів Америки, а пізніше як трофей у ВМС США.

## CSSColumbia
"Колумбія" була побудована в Чарльстоні у 1864 році за проектом Джона Л. Портера. Спущено на воду у березні 1864 р. і пізніше того ж року увійшла до складу флоту. Коли 18 лютого 1865 року сили Союзу захопили Чарльстон, вони виявили "Колумбію" поблизу форту Моултрі. Броненосець налетів на затоплений раніше корабель та зазнав пошкоджень 12 січня 1865 року. З корабля на момент захоплення його північанами вже зняли озброєння та частину броньових плит. Корпус зазнав впливу корабельних червів.

## USSColumbia
Броненосець підняли 26 квітня, і на буксирі у USS Vanderbilt доправили у Гемптон-Роудс, штат Вірджинія, куди корабель прибув 25 травня 1865 року. 5 червня "Колумбію"   розмістили у сухому доку і розпочали ремонт, але 15 червня корабель вивели з експлуатації та помістили у резерв. Корпус корабля продали 10 жовтня 1867 року.